# Masao Azuma
Masao Azuma (Japans: 東 雅雄, Azuma Masao) (Osaka, 24 maart 1971) is een Japans motorcoureur.
Azuma werd kampioen in het Japanse 125cc-kampioenschap in 1993 en 1994. In 1996 maakte hij met een wildcard zijn debuut in de 125cc-klasse van het wereldkampioenschap wegrace in zijn thuisrace op een Honda, waarin hij knap als zesde eindigde. In 1997 maakte hij zijn fulltime debuut in de klasse, waarin een vierde plaats in zijn thuisrace zijn beste resultaat was. In 1998 behaalde hij een aantal derde plaatsen in Japan, Frankrijk, Imola en Catalonië alvorens hij in Australië zijn eerste Grand Prix-zege boekte. In 1999 won hij de eerste drie races van het seizoen in Maleisië, Japan en Spanje en voegde hier in de TT van Assen en in Groot-Brittannië nog twee overwinningen aan toe. Tijdens de kwalificatie voor de Grand Prix van Tsjechië kwam hij echter in aanraking met een hert en hoewel Azuma niet ernstig gewond was, behaalde hij de rest van het seizoen nooit meer de resultaten die hij eerder boekte. Hierdoor werd hij ingehaald door Emilio Alzamora en Marco Melandri in het kampioenschap, dat hij als derde afsloot. In 2000 stond hij op het podium in Japan, Italië, Catalonië, Valencia en Rio de Janeiro en behaalde in de laatste race in Australië zijn enige overwinning van het seizoen. In 2001 won hij de races in Japan en Spanje, maar stond de rest van het seizoen niet meer op het podium en zakte terug naar de vijfde plaats in het kampioenschap. In 2002 behaalde hij zijn laatste Grand Prix-overwinning in Rio de Janeiro. Voorafgaand aan de Grand Prix van de Pacific in 2003 maakte hij bekend dat hij aan het eind van het seizoen zou stoppen met racen. Twee races later in Australië behaalde hij zijn laatste podiumplaats. Na zijn actieve carrière bleef Azuma actief in de MotoGP-paddock als field engineer voor Bridgestone voor het fabrieksteam van Suzuki in 2007 en had dezelfde rol voor Ducati in 2008.